# Hans Albrecht de Schleswig-Holstein-Sonderbourg-Glücksbourg
Hans Albrecht de Schleswig-Holstein-Sonderbourg-Glücksbourg est né au château de Louisenlund, à Güby, arrondissement de Rendsburg-Eckernförde, Land de Schleswig-Holstein, le 12 mai 1917 et mort le 10 août 1944 à Jedlińsk, en Pologne. 
Il est duc de Schleswig-Holstein-Sonderbourg-Glücksbourg, puis prince héréditaire de Schleswig-Holstein de 1934 à 1944.

## Famille

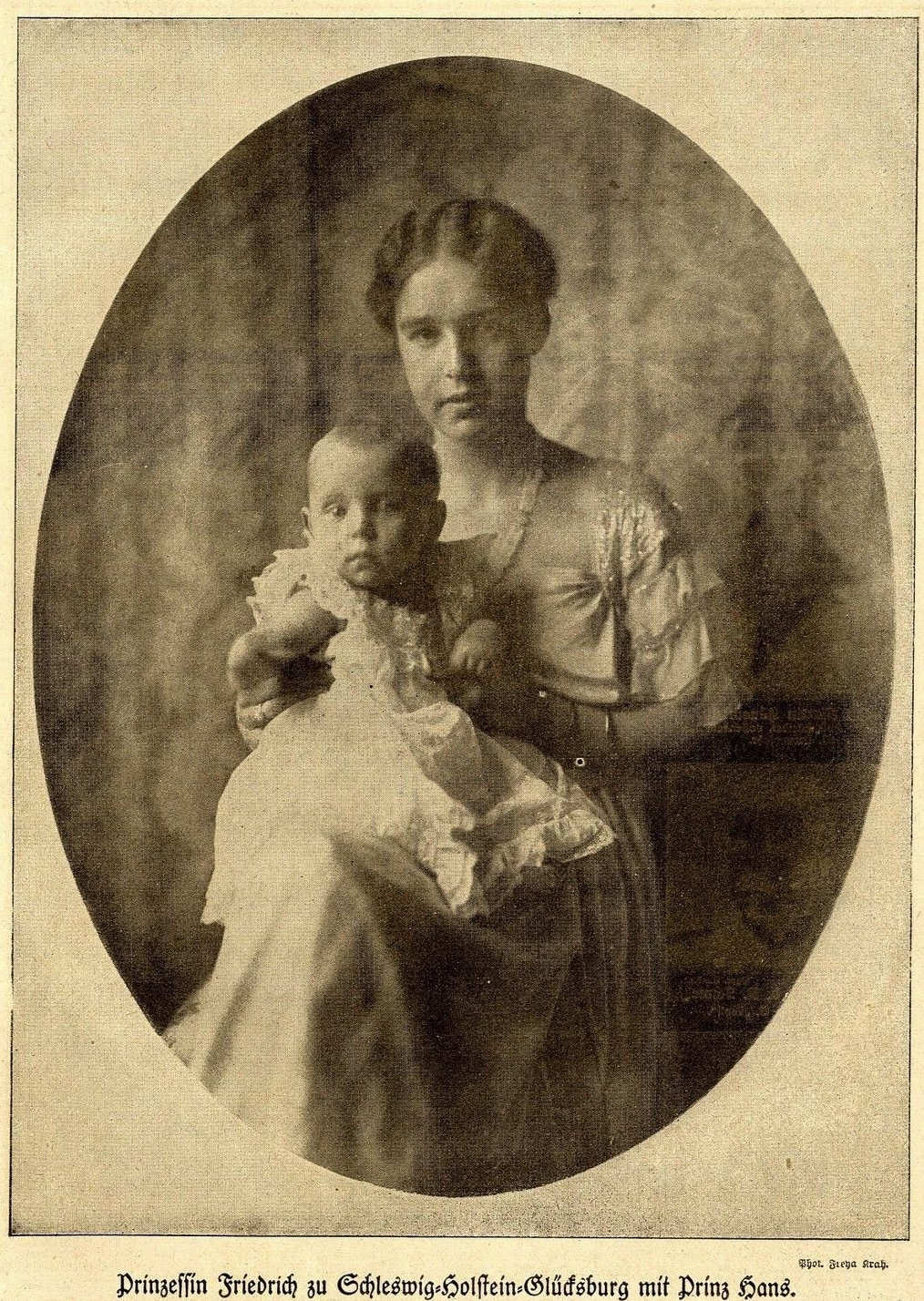
Hans Albrecht de Schleswig-Holstein, dans les bras de sa mère Marie Melita de Hohenlohe-Langenbourg en 1918.

Hans Albrecht (Hans Albrecht Viktor Alexander Friedrich Ernst Gottfried August Heinrich Waldemar) de Schleswig-Holstein-Sonderbourg-Glücksbourg est le fils aîné de Frédéric de Schleswig-Holstein-Sonderbourg-Glücksbourg (1891-1965) et de Marie Melita de Hohenlohe-Langenbourg (1899-1967).  
Il a deux frères cadets : Guillaume (1919-1926) et Pierre (1922-1980), ainsi qu'une sœur cadette Marie Alexandra (1927-2000). 
Par sa mère, Hans Albrecht de Schleswig-Holstein est un arrière-arrière-petit-fils de la reine Victoria de Grande-Bretagne, ainsi que du tsar Alexandre II de Russie.

## Biographie
Le 21 janvier 1934, à la mort de son grand-père paternel Frédéric de Schleswig-Holstein-Sonderbourg-Glücksbourg (1855-1934), Hans Albrecht devient prince héréditaire de Schleswig-Holstein.
Durant toute la Seconde Guerre mondiale, de 1939 à 1944, il combat en qualité de lieutenant d'un régiment de cavalerie. Envoyé sur le front de Pologne, il meurt, des suites de ses blessures reçues au combat, au poste de secours de Jedlińsk, dans le powiat de Radom de la voïvodie de Mazovie dans le centre-est de la Pologne, le 10 août 1944. Il est inhumé à Jedlińsk, mais un mémorial lui rend hommage dans la nécropole de sa famille à Louisenlund.
Après sa mort, c'est son frère Pierre de Schleswig-Holstein qui devient prince héréditaire de Schleswig-Holstein.

## Titulature

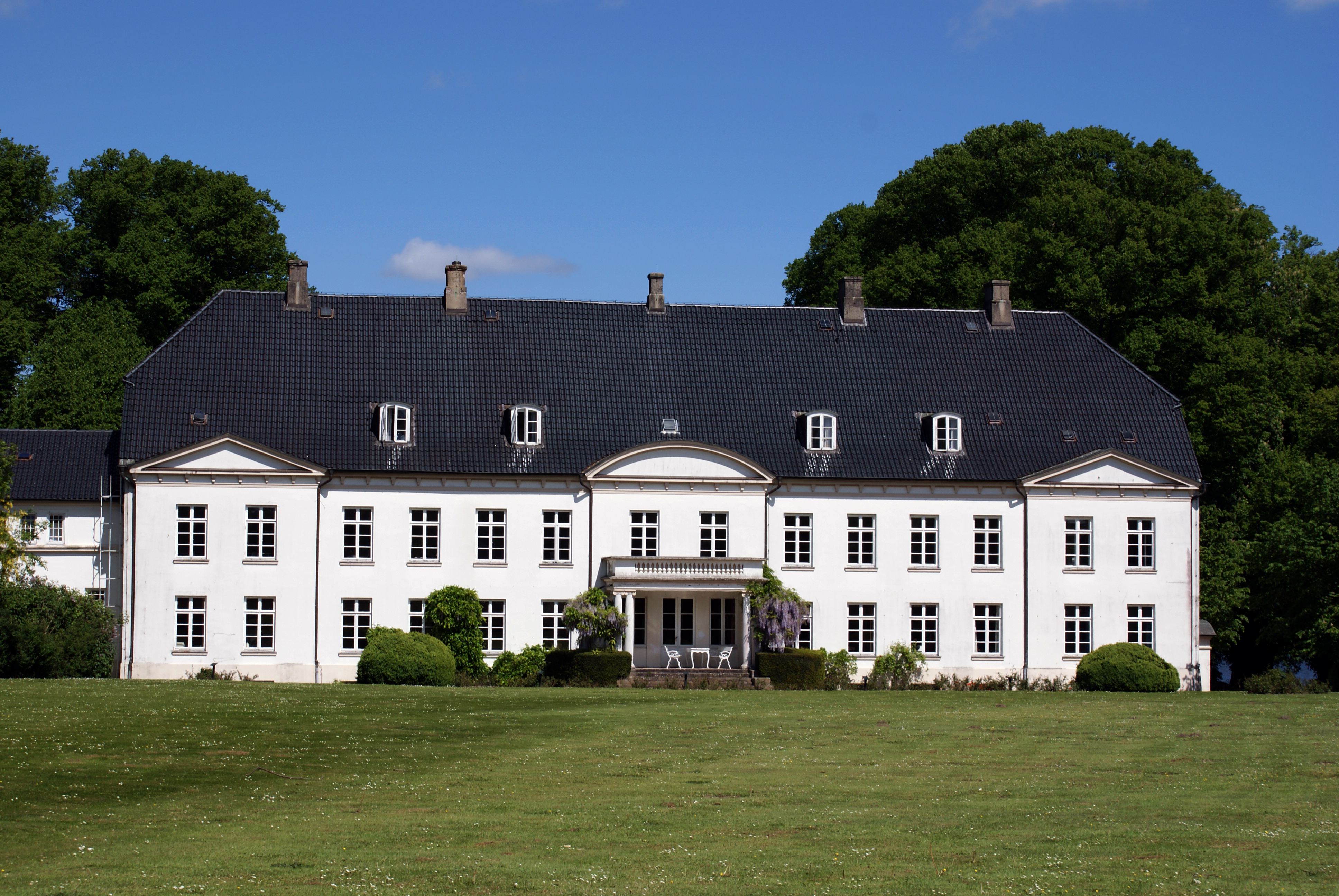
Le château de Louisenlund où est né Hans Albrecht de Schleswig-Holstein.

- 12 mai 1917 — 21 janvier 1934 : Son Altesse Royale le prince Hans Albrecht de Schleswig-Holstein-Sonderbourg-Glücksbourg ;
- 21 janvier 1934 — 10 août 1944 : Son Altesse le prince héréditaire de Schleswig-Holstein.

## Généalogie
Hans Albrecht de Schleswig-Holstein-Sonderbourg-Glücksbourg appartient à la quatrième branche (lignée Schleswig-Holstein-Sonderbourg-Beck) issue de la première branche de la Maison de Schleswig-Holstein-Sonderbourg, elle-même issue de la première branche de la Maison d'Oldenbourg.